# Adolph Menzel
Adolph Friedrich Erdmann von Menzel (Boroszló, 1815. december 8. – Berlin, 1905. február 9.) német festő.

## Élete
Már 15 éves korában Berlinbe került, ahol alkalmi rajzok, kőnyomatú újévi üdvözletek, étlapok stb. készítésével kereste kenyerét. 1833-ban Künstlers Erdenwallen címmel litográfia-sorozatot adott ki, mely keresetlen, őszinte realizmusával nagyon elütött az akkor divatos, mesterkélt romanticizmustól. 1837-ben készítette a brandenburgi-porosz történetből vett 12 lapból álló kőnyomat-sorozatot, melynek eleven, élethű, a legmélyebb történeti tanulmányokról tanúskodó jelenetei már némi figyelmet keltettek, úgyhogy őt bízták meg Franz Kugler Geschichte Friedrichs des Grossen című művének illusztrálásával. Daniel Chodowiecki útján tovább haladva, készítette 400 pompás, a kor szellemét szinte hihetetlenül visszatükröző rajzát, mely egyrészt a német művészetben újra meghonosította a realizmust, másrészt új lendületet adott a fametszés pangó művészetének. Az 1840-es években készítette a Nagy Frigyes műveinek IV. Vilmos király által rendezett díszkiadásának 200 rajzát, melyek a királyi író szellemével való kongenialitásáról, epigrammai élű szellemről tanúskodnak (új kiadás Berlin 1886., 2 kötet). Hosszú éveken át folytatott buzgó kortörténelmi tanulmányainak gyümölcsei: Aus König Friedrichs Zeit (12 fametszet, Berlin 1854-56, új kiad. uo. 1886) és Die Armee Friedrichs des Grossen in ihrer Uniformirung (600 színes kőnyomat, Berlin 1857., csak 30 példányban) című kitűnő sorozatai. Már előbb is festegetett olajfestményeket, most pedig festményeiben is kedvenc alakját, a nagy királyt ünnepelte. Nagy Frigyes asztala Sanssouciban (1850) és Hangverseny Sanssouciban (1852., mindkettő a Berlini Nemzeti Képtárban); Nagy Frigyes utazáson (1854); A sziléziai rendek hódolata (1855, Boroszló, Sziléziai Muzeum); A hochkirchi csata (1856); Blücher és Wellington Waterloonál (1855); Nagy Frigyes találkozása II. József császárral Neissében (1857), legpontosabb korhűség mellett eleven, keresetlen valóságú művek. E korban festett egyéb képei közül különösen említendő a realisztikus Krisztus az írástudók között (1851). Az 1860-as évektől már tárgyát is az akkori életből vette. Vilmos király megkoronázása Königsbergben (1861-65., berlini királyi palota) kissé merev, de 1867-ben a párizsi világkiállításon megismerkedvén a francia festészet új irányával, művészete mind szabadabb, hatalmasabb lett. Érdeklődése felölelte az uralkodók és a középosztály életének mozzanatait; az egyének jellemzésében és a környezet festői ábrázolásában egyaránt mester volt. Újabb festményei közül különösen említendők: Vasárnap a Tuileriák kertjében; A párisi világkiállítás egy vendéglője; Istentisztelet a szabadban, Kösenben; Báli szünet; Vilmos király elutazása Berlinből (1870, Berlini Nemzeti Képtár); A császár cerclet tart; a híres, hatalmas Vashámor (1875, Berlini Nemzeti Képtár); Zöldségpiac Veronában stb. Festményein kívül szinte számtalan akvarellkép, metszet, kőnyomat, rajz tanúskodik éles megfigyelő tehetségéről, technikájáról, soha nem nyugvó tevékenységéről, folytonos haladásáról. A 19. századi német festők között a legelőkelőbb helyek egyikét foglalja el. Évtizedekkel megelőzte a német festészet törekvéseit. 80. születésnapját egész Németország nagy lelkesedéssel ünnepelte. Berlin városa 1895. október 3-án díszpolgárrá választotta, a császár pedig az Excellenz címet és a belső titkos tanácsosi rangot adományozta neki.

## Galéria
- II. Frigyes porosz király hangversenye Sanssouciban (1850-52), Alte Nationalgalerie, Berlin
- Vashengermalom (1872-1875), Alte Nationalgalerie, Berlin